# 圖爾基夫卡
50°29′58″N 32°26′37″E / 50.49944°N 32.44361°E
圖爾基夫卡（烏克蘭語：Турківка），是烏克蘭的村落，位於該國北部切爾尼戈夫州，由普里盧基區負責管轄，始建於1800年，面積1.16平方公里，海拔高度125米，2001年人口46，人口密度每平方公里39.6人。